# Józef Krzepela
Józef Krzepela (ur. 17 lutego 1846 w Uszeszu koło Brzeska, zm. 17 kwietnia 1935 w Krakowie) – polski prawnik, heraldyk i genealog.
Był sędzią sądu apelacyjnego w Krakowie. Prowadził badania nad rozsiedleniem szlachty na ziemiach polskich.  

## Wybrane publikacje
- Księga rozsiedlania rodów ziemiańskich w dobie jagiellońskiej : przewodnik historiyczno-topograficzny do wydawnictw i badań archiwalnych oraz do wszystkich dotychczasowych herbarzy. Cz. 1, Małopolska. T. 1, Kraków: Gebethner i Wolff 1915.[2]
- Spis miejscowości i rodów ziemiańskich województwa pomorskiego, Kraków: Uniw. Jagielloński 1925 (wyd. 2 - 2003).
- Rody ziem pruskich, Kraków: skł. gł. Gebethner i Wolff 1927[3]; reprint - Gdańsk 2008.
- Małopolskie rody ziemiańskie, Kraków: skł. gł. w Księgarni Gebethnera i Wolffa 1928.[4]
- Rody ziemiańskie XV i XVI wieku: zestawione według dzielnic, w których były osiedlone, Kraków: Skład główny w Księgarni Gebethnera i Wolffa 1930.[5]